# Елизаветинский монастырь (Алапаевск)
Свято-Елисаветинский монастырь — женский монастырь Алапаевской епархии Русской православной церкви, расположенный в городе Алапаевск Свердловской области, Россия. Основан в 1998 году, в здании бывшего детского сада.

## История
Монастырь в Алапаевске был создан рядом со зданием так называемой Напольной школы, в которой в 1918 году два месяца содержались: основательница Марфо-Мариинской обители в Москве Великая княгиня Елизавета Фёдоровна, великий князь Сергей Михайлович, князья императорской крови Иоанн, Константин и Игорь Константиновичи, князь Владимир Палей.
Первоначально женская монашеская община была создана по благословению и при содействии наместника существовавшего в это время за Алапаевском на Межной (месте, где убили членов Дома Романовых) монастыря Новомучеников и Исповедников Российских игумена Моисея (Пилатс).
Послушницы первым делом взялись за обустройство новой обители, параллельно организовали приём и размещение паломников, которые уже в это время приезжали в Алапаевск из разных уголков страны.
Помогали священникам во время совершения треб, ходили в психо-неврологический интернат. Позже при обители возникло сестричество милосердия и богадельня (приют для постоянного или временного проживания верующих православных пожилых женщин, за которыми был организован уход).
А обитель получила наименование в честь святой преподобномученицы Елисаветы (Великой княгини Елизаветы Феодоровны Романовой, мученически погибшей на Межной под Алапаевском и позже прославленной в сонме святых).
С самого начала работы обители при ней на втором этаже монастырского здания был организован домовой храм.
20 апреля 2005 году решением Священного Синода РПЦ община официально получила статус женского Свято-Елисаветинского монастыря.
17 июля 2006 года на заседании Святейшего Синода была утверждена настоятельница монастыря — монахиня Олимпиада (Тетёркина).
20 ноября того же года монастырь получил регистрацию Главного Управления Федеральной регистрационной службы по Свердловской области.
В 2010 году архиепископ Екатеринбургский и Верхотурский Викентий благословил на территории возле монастыря строить отдельный храм во имя святой преподобномученицы Елисаветы. В 2011 году началось строительство храма.
18 сентября 2014 года монахиня Олимпиада возведена в сан игуменьи. В монастыре в это время было 12 сестёр.
Летом 2016 года исполняющей обязанности настоятельницы монастыря назначена назначена инокиня Ольга (Гобзева). В монастыре 7 сестёр. Часть комнат монастырского корпуса переделана под паломнические..
В апреле 2017 года настоятельницей монастыря назначена монахиня Смарагда (Зыкова). 09 января 2018 года монахиня Смарагда возведена в сан игуменьи.
К столетию мученической кончины Царской семьи закончили новый храм, и 15 июля 2018 года Патриарх Кирилл освятил его. Также была облагорожена вся территория монастыря.

## Руководители
1. Первоначально руководила общиной монахиня Варвара (Дёмина).
2. Позже настоятельницей была назначена монахиня Олимпиада (Тетеркина).
3. С 2016 года исполняющей обязанности настоятельницы стала инокиня Ольга (Гобзева).
4. С 2017 года и по настоящее время настоятельницей монастыря является игуменья Смарагда (Зыкова)[4].

## Здание
Монастырь с момента основания до настоящего времени располагается в двухэтажном здании бывшего детского сада, которое до этого несколько лет стояло заброшенным, не было ни одного целого окна, дверей. Коммуникации нарушены. Силами мужского монастыря, прихожан, первых насельниц, добровольцев помещение было отремонтировано. Затем подведён газ, для отопления используется котельная.